# Columbina picui
La torcacita (Columbina picui), también conocido como torcacita común, palomita de la Virgen, tortolita de la Virgen, picuí, columbina picuí, tortolita picuí, palomita picuí, urpilita, ulpishita, urquía, tortolita, tortolita alinegra, tortolita cuyana o coquita (en México), potoca o potoquita (en Venezuela), cuculí, torito, ulincha, urlincha, untucuru, urpilla, urpila, tórtola, es un ave columbiforme de la familia Columbidae nativa de América del Sur, habitando en todo el Cono Sur, Brasil y Colombia. Es una de las especies más comunes de palomas silvestres en su zona, habitando en una gran variedad de entornos.

## Características
Este columbiforme de 18 cm de largo es una tortolita esbelta y de cola relativamente larga. Posee patas muy cortas, de color rosado, y un pico pequeño negro. Es café-grisáceo por encima, con dorso y cola parduzcos (este último un poco grisáceo). La rabadilla, cuello, nuca y corona son grises. Leve dimorfismo sexual, siendo el macho más claro que la hembra. Los ojos son visiblemente blancos. Una de las características que más la diferencia de otras tortolitas es el diseño alar; posee una distintiva franja oscura en las coberteras pequeñas y es gris en las coberteras mayores, con una gruesa franja blanca, que contrasta con las rémiges negras.

## Hábitos
La especie se asienta en ambientes muy diversos, desde estepas y sabanas hasta zonas boscosas y entornos urbanos. En regiones de abundancia alimenticia forman grandes bandadas de cientos de ejemplares, pero normalmente forma parejas para reproducirse.Se alimenta de grano y detritos.
La reproducción es constante a lo largo del año, aunque la mayor parte de las uniones se registran en primavera y verano. El nido es muy precario, a veces una plataforma sin paredes construida a base de tallos de gramíneas y palotes, con o sin revestimiento de plumón en la cara interna. A veces reutiliza nidos abandonados por otras aves con las que comparte entorno, como el espinero (Phacellodomus spp.) o el zorzal colorado (Turdus rufiventris). Pueden intervenir ambos miembros de la pareja o solo uno en la construcción del nido.
Pone en días alternos uno, dos o más raramente tres huevos, de color blanco y elípticos u ovoides, de hasta 25 × 18 mm (ambos polos iguales) u ovoidales (un polo más ensanchado que otro). Las medidas de estos varían entre 21,8 a 25 × 17 a 18,5 mm; y, luego de 12 a 18 días de incubación, los huevos eclosionan; los pichones permanecerán otro tanto en el nido, al cuidado de los adultos mientras desarrollan el plumaje juvenil y abren los ojos. Poco después de abandonar el nido dejan a sus padres para independizarse.

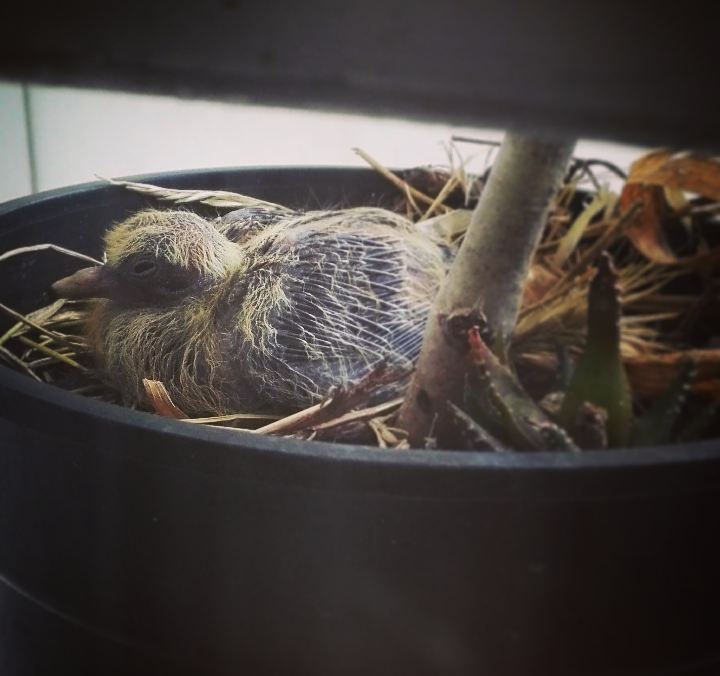
Torcacita común

El macho canta durante el día, con un arrullo muy rítmico de dos sílabas repetidas varias veces.

## Dieta
Su dieta consiste de semillas y, principalmente, granos, los cuales recoge del suelo.

## Conservación
La especie se encuentra distribuida por más de 5.500.000 km²; no se dispone de cifras de población, pero se la estima abundante. Por su consumo de semillas se la juzga a veces plaga agrícola y se le ofrecen cebos envenenados, con un efecto grave sobre otras aves más escasas que también lo consumen. Su principal predador es el halcón aplomado (Falco femoralis), que persigue las bandadas de gran tamaño.

## Subespecies
Se conocen dos subespecies de Columbina picui:
- Columbina picui picui (Temminck, 1813)
- Columbina picui strepitans Spix, 1825